# Acidente ferroviário de Manfalut
O Acidente ferroviário de Manfalut ocorreu em 17 de novembro de 2012, quando um ônibus escolar, que transportava cerca de 70 crianças de quatro a seis anos, foi atingido por um trem em uma passagem de nível perto de Manfalut, Egito, a 350 km (230 milhas) ao sul da capital Cairo. Pelo menos 50 crianças e o motorista do ônibus morreram no acidente, e cerca de 17 pessoas ficaram feridas. Testemunhas relataram que as barreiras na passagem de nível não estavam fechadas no momento do acidente.
O trem que atingiu o ônibus era um trem de passageiros da Egyptian Railways, puxado por duas locomotivas a diesel Henschel AA22T da Egyptian Railways, ENR 3054 e ENR 3086. Após o acidente, várias pessoas começaram a procurar pelos trilhos os restos mortais de seus filhos e de outras vítimas conhecidas. Além disso, mochilas e livros escolares ficaram espalhados pelos trilhos. A polícia não chegou até duas horas após o acidente, e quando a primeira ambulância chegou, a maioria das crianças já estava morta. Posteriormente, as famílias das vítimas protestaram no local do acidente.
O ministro dos transportes do Egito, Mohammad Rashad Al Matini, e o chefe da autoridade ferroviária renunciaram após o acidente. O presidente Mohamed Morsi prometeu responsabilizar os culpados. O funcionário da passagem de nível, que supostamente estava dormindo, foi detido, e Ibrahim El-Zaafrani, secretário-geral do comitê de socorro da União dos Médicos Árabes, afirmou que cerca de US$ 1 600 seriam concedidos às famílias dos mortos cerca de US$ 800 às famílias dos feridos.